# 19602 Остінмінор
19602 Остінмінор (19602 Austinminor) — астероїд головного поясу, відкритий 14 липня 1999 року.
Тіссеранів параметр щодо Юпітера — 3,482.